# Mas Serra
Mas Serra, również: El Mas Serra – miejscowość w Hiszpanii, w Katalonii, w prowincji Girona, w comarce Gironès, w gminie Celrà.
Według danych INE w 2020 roku liczyła 21 mieszkańców – 10 mężczyzn i 11 kobiet. 